# Hildener Heide, Schönholz
Das Naturschutzgebiet Hildener Heide, Schönholz liegt auf dem Gebiet der Stadt Hilden im Kreis Mettmann in Nordrhein-Westfalen.
Das Gebiet erstreckt sich nordöstlich der Kernstadt von Hilden. Westlich des Gebietes verläuft die A 3, nördlich die B 228, östlich die Landesstraße L 288 und südlich die L 85. Am südlichen Rand des Gebietes fließt der Itterbach. Nordöstlich erstreckt sich das etwa 9,1 ha große Naturschutzgebiet (NSG) Sandberg und östlich das etwa 8,6 ha große NSG Hildener Heide, südlich Sandberg.

## Beschreibung
Das etwa 36 ha große Gebiet wurde im Jahr 1938 unter der Schlüsselnummer ME-003 unter Naturschutz gestellt.
Südlich des Jabergs und südwestlich des Sandbergs dominieren feuchte Eichen-Birkenwälder sowie Erlenbruchwälder und Moorwälder.
Zwei Moorwaldbereiche kommen im Gebiet vor. Ein sehr nasser Moorwald mit Torfmoosen liegt südlich des Jabergs nördlich eines von West nach Ost verlaufenden Weges. Südlich einer abgeplaggten Bereiches findet man Flächen mit Moorlilie, Gagelstäuchern, Glocken-Heide und Sonnentau. Durch Plaggen wird die oberste Vegetationsschicht, der Humus und eine geringe Schicht Mineralboden entfernt, um offene Pionierstandorte und Offenboden für Heide-Pflanzen (z. B. Heidekräuter, Moorlilien, Sonnentau), und Tiere (z. B. Wegwespe, Grabwespe, Ödlandschrecken, Kreuzotter und Steinschmätzer) zu schaffen, die auf solche nährstoffarmen Habitate spezialisiert sind.
In den Moorwaldbereichen bei Püttersträucher kommen die Torfmoose teilweise flächendeckend vor. Mosaikartig eingestreut sind kleine Bereiche mit Schwertlilien. Östlich eines von Nord nach Süd verlaufenden Weges besteht ein Bruchwald, reich an Torfmoos, Pfeifengrasbeständen in der Krautschicht und einem hohen Anteil an Moorbirke.
Nördlich der Itter befinden sich lückige Pappelbestände, sowie ehemals mit Pappeln bestandene zum Teil aufgeforstete Brachflächen, die einige Feuchtezeiger aufweisen. An die Itter schließen sich im Norden artenarme Grünlandflächen an.

## Bedeutung
Das Naturschutzgebiet ist als ein Teilbereich der Bergischen Heideterrasse ein bedeutender Teil des Fauna-Flora-Habitat-Gebietes Hilden – Spörkelnbruch und in das natura-2000 Biotopnetz eingebunden.
Begründet wird dies mit dem Vorhandensein wichtiger, seltener und besonders schützenswerter Lebensraumtypen:
- nährstoffarme Teiche und Seen,
- Feuchtheide mit Glocken-Heide,
- trockene europäische Heiden,
- Pfeifengraswiesen auf lehmig-/torfigen Wiesen,
- Glatthafer- und Wiesenknopf-Silgenwiesen
- Übergangs- und Schwingrasenmoore,
- Torfmoor-Schlenken,
- alte bodensaure Stieleichenwälder auf Sandebenen,
- Moorwälder (vom Verschwinden bedrohtes Habitat) und
- Erlen-Eschen und Weichholz-Auwälder (vom Verschwinden bedrohtes Habitat).

FFH-Gebiets-relevant ist auch das Vorkommen des Wespenbussards und des Schwarzspechtes.

## Schutzziele
Ziele der Unterschutzstellung sind:
- der Erhalt und die Optimierung der Moor- und Bruchwälder,
- der Erhalt, die Optimierung und die Ausdehnung der Feuchtheiderelikte,
- die Umwandlung der Nadelholzbestände in standortgerechte Laubholzbestände und
- die Erhöhung des Alt- und Totholzanteils in den Waldbereichen.[6]

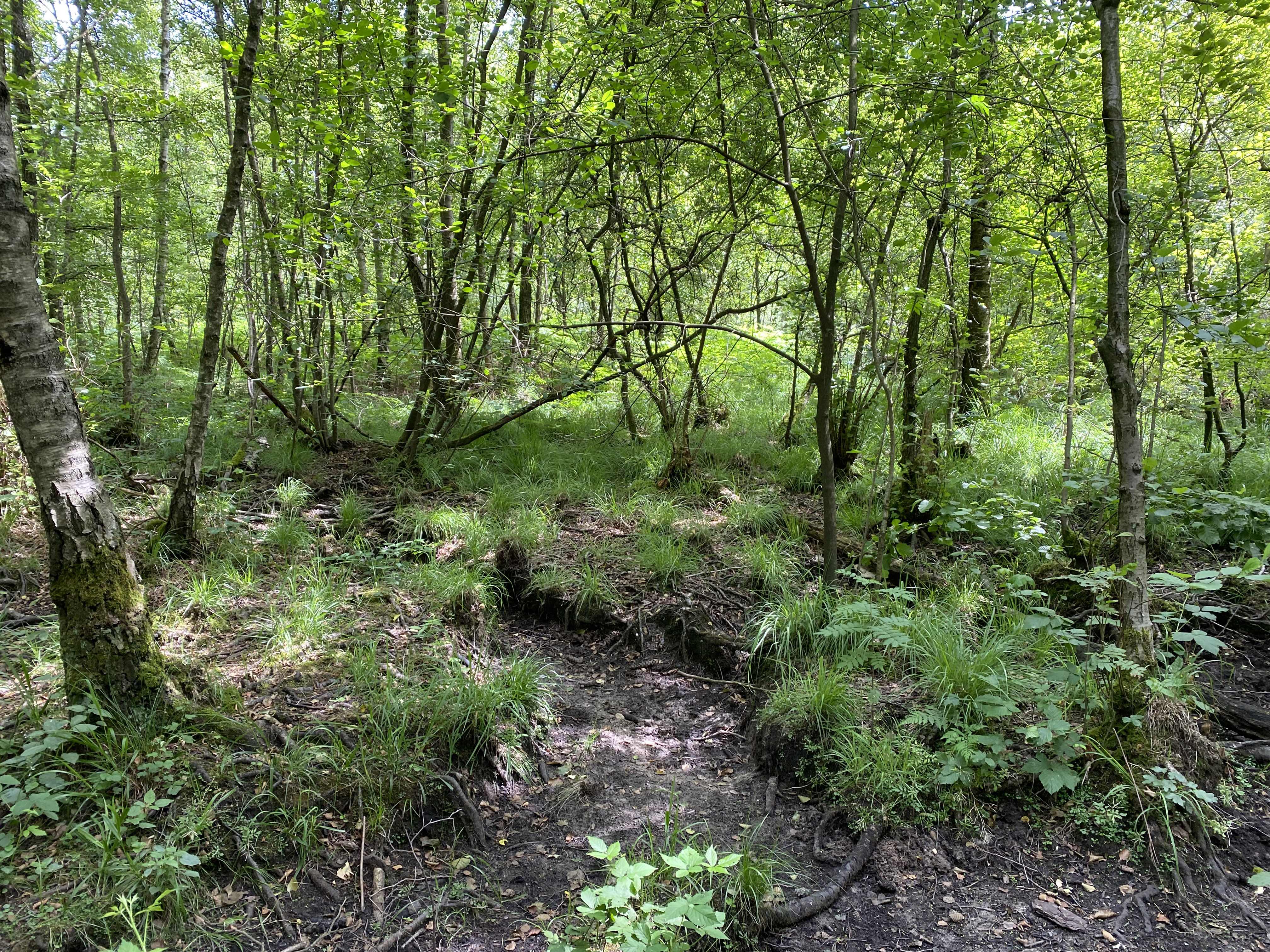
Bruchwald im NSG
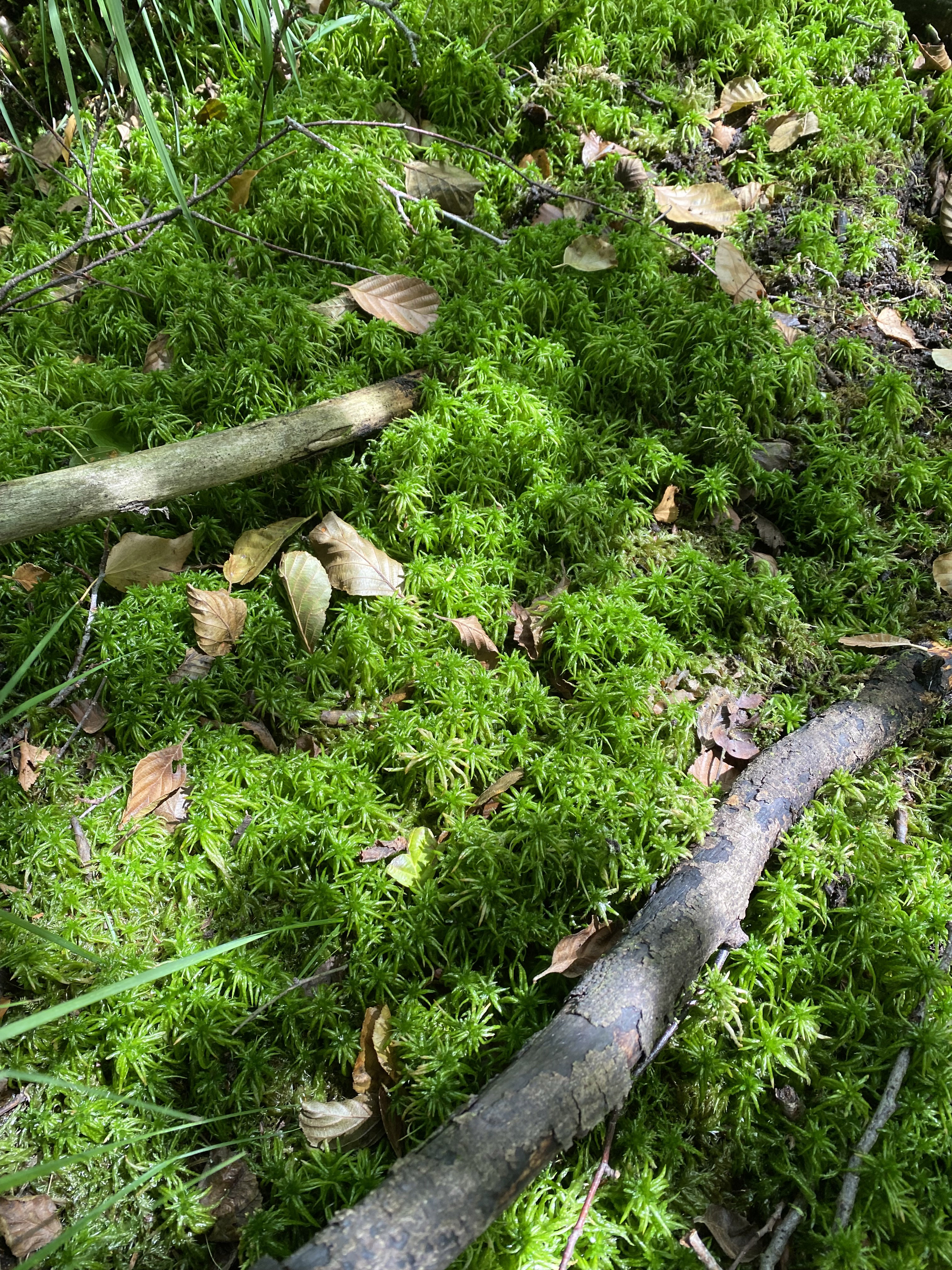
Torfmoos bedeckt große Teile des Bruchwaldbodens.
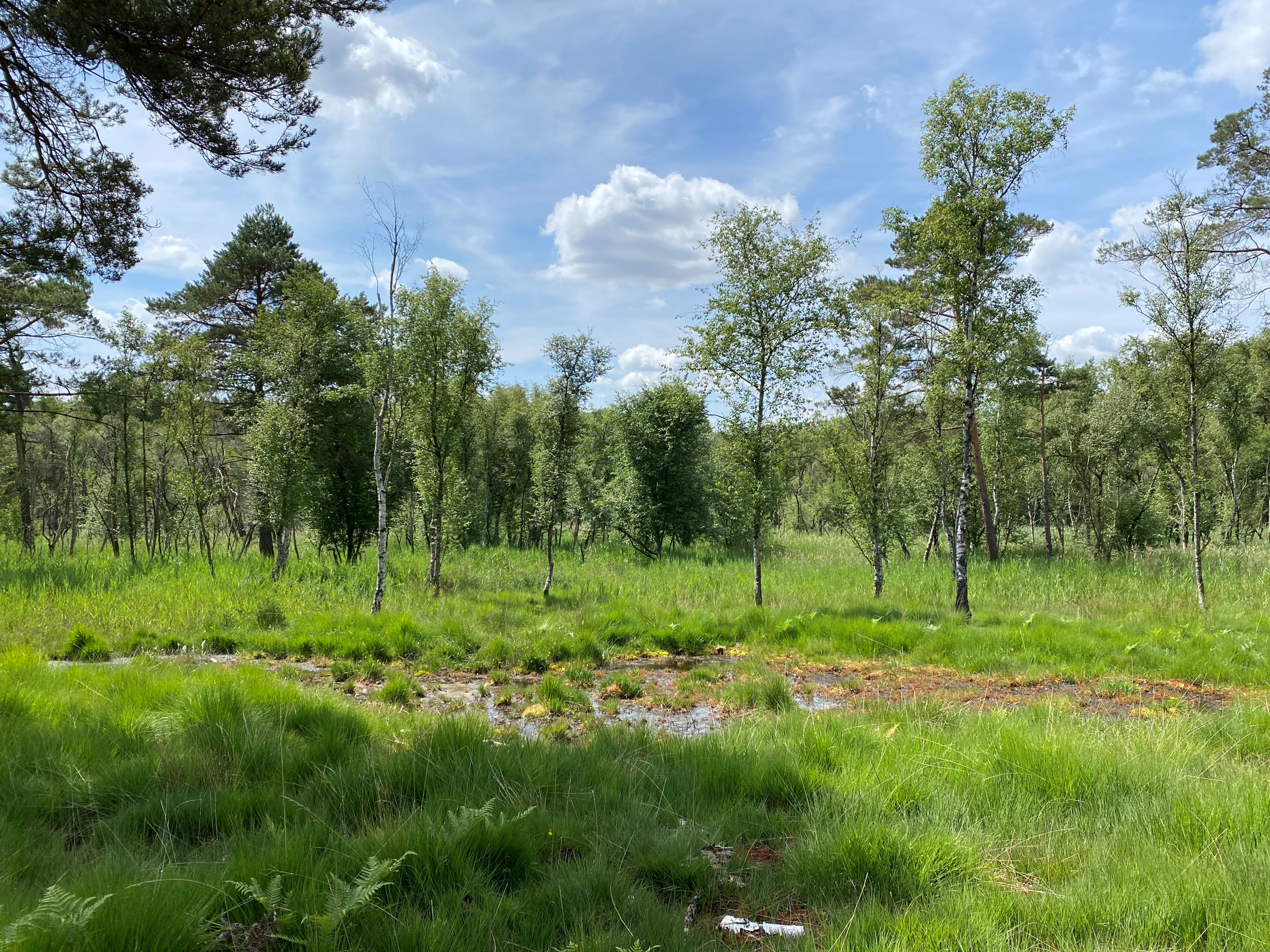
Offen-moorige Stelle in der Feuchtheide
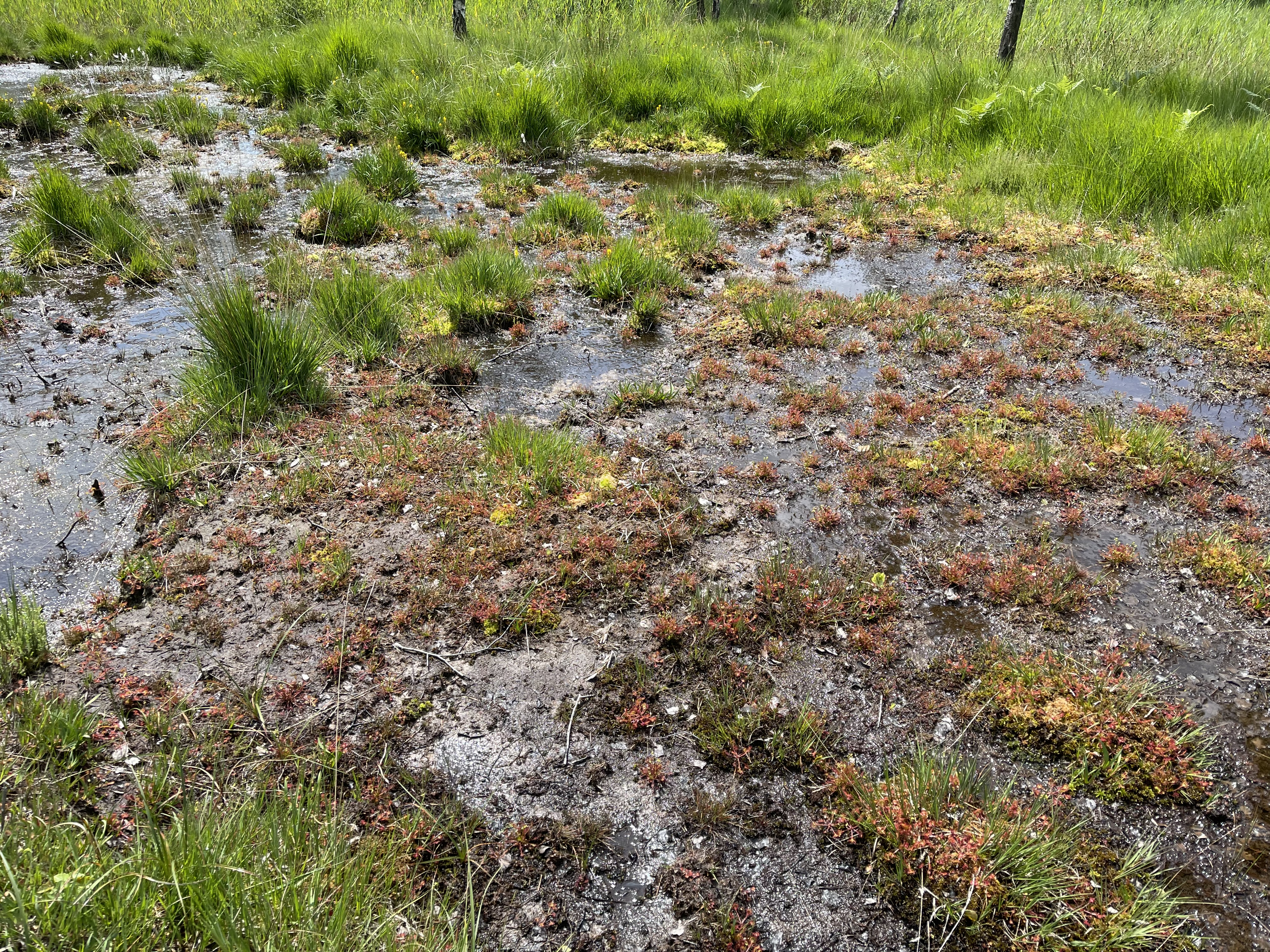
Sonnentau besiedelt die offenen Stellen im Moor
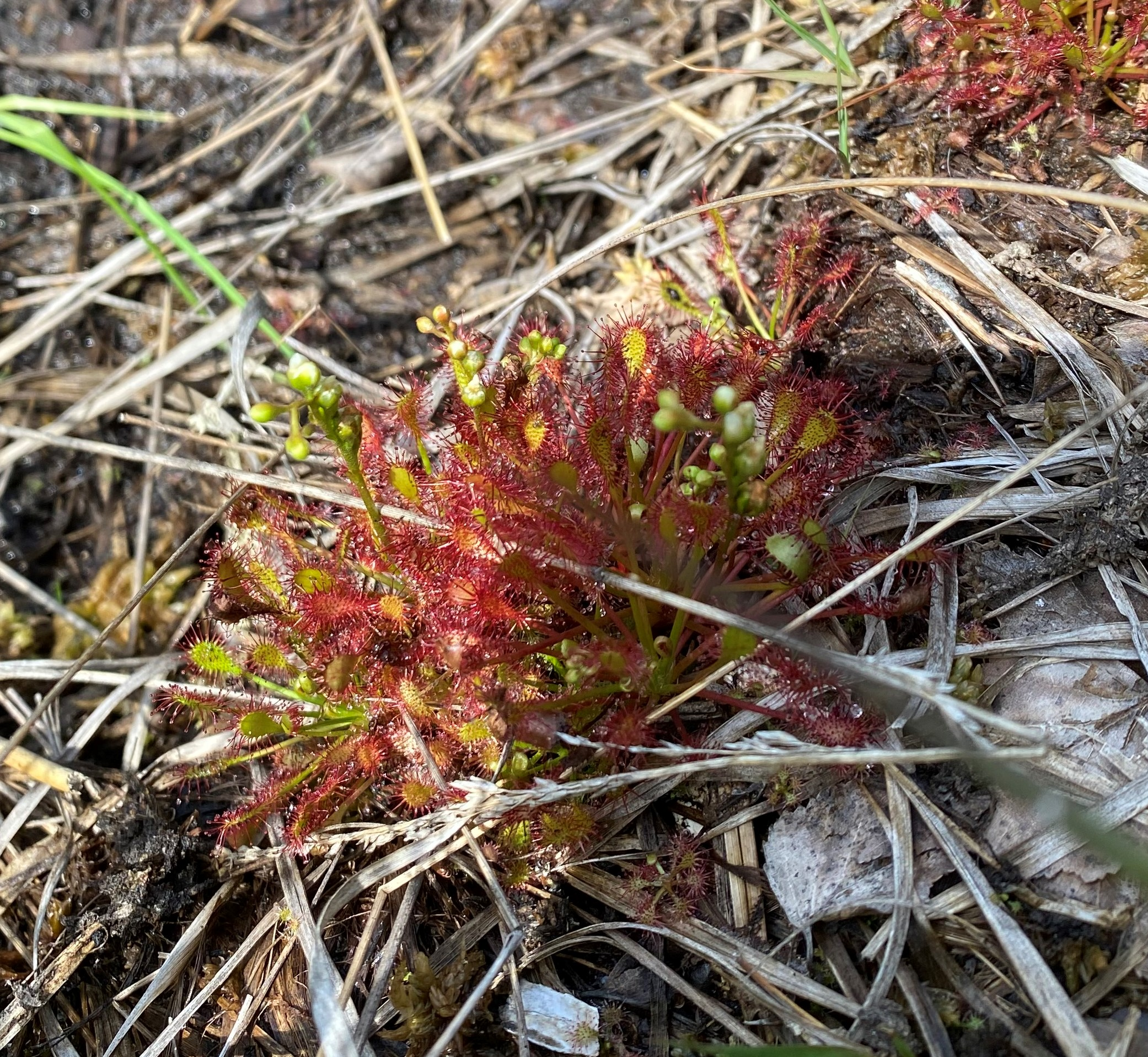
Der rundblättrige Sonnentau (Drosera rotundifolia) hält nach Insekten Ausschau.
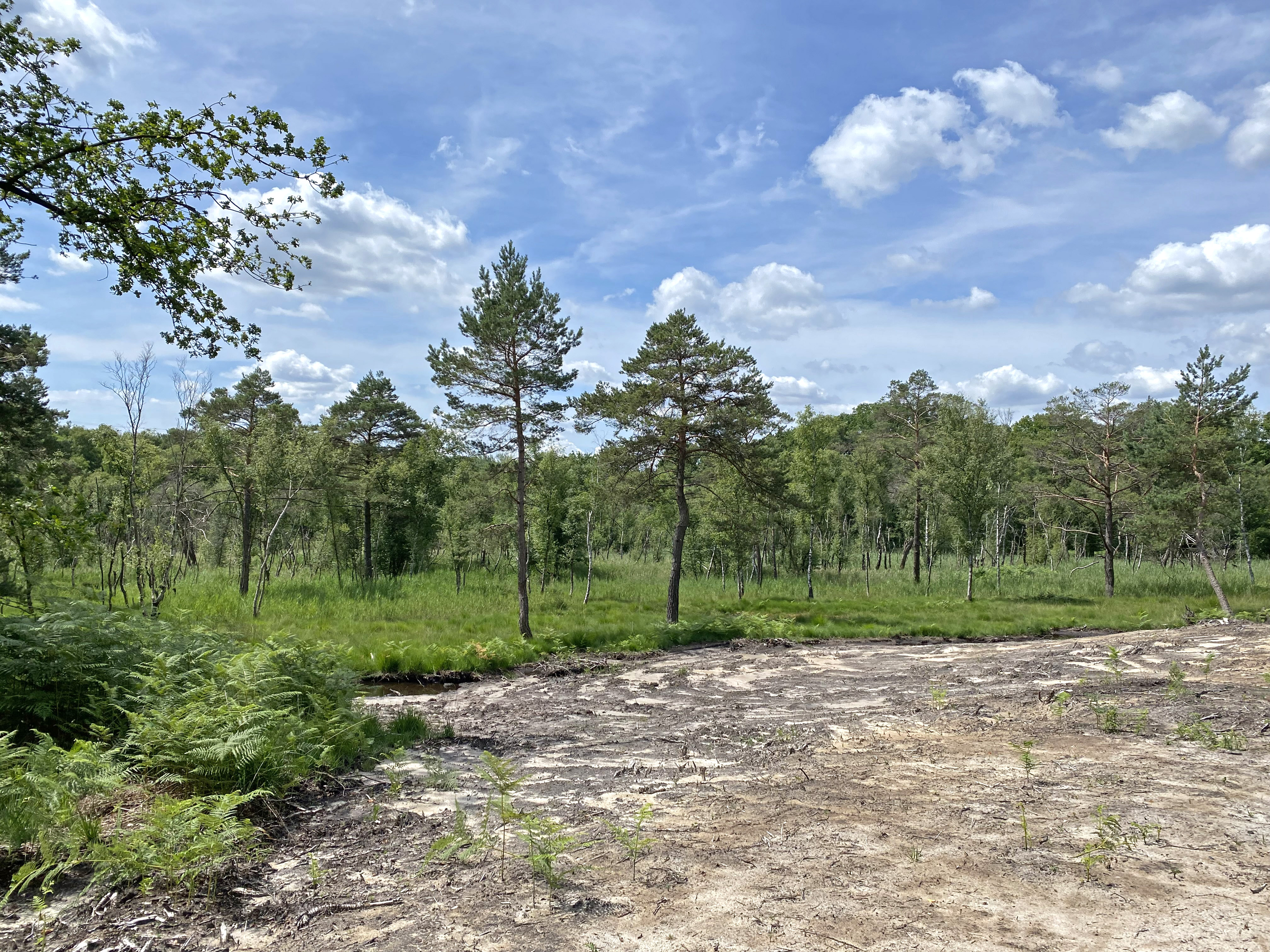
Abgeplaggte Stelle zur Regeneration der Heide im Kampf gegen Gräser, Adlerfarn und Buschwerk
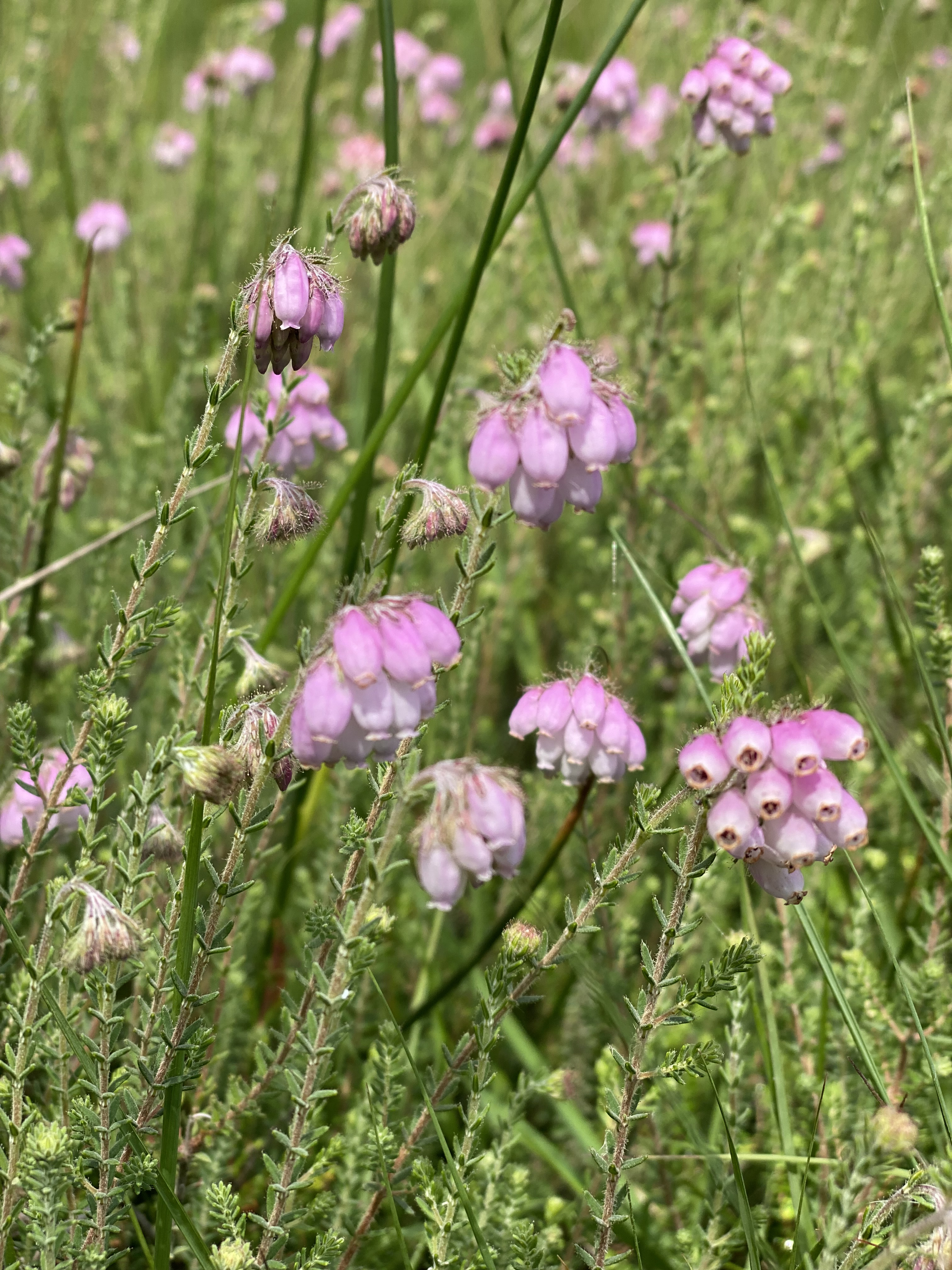
Blühende Glocken-Heide (Erica tetralix)
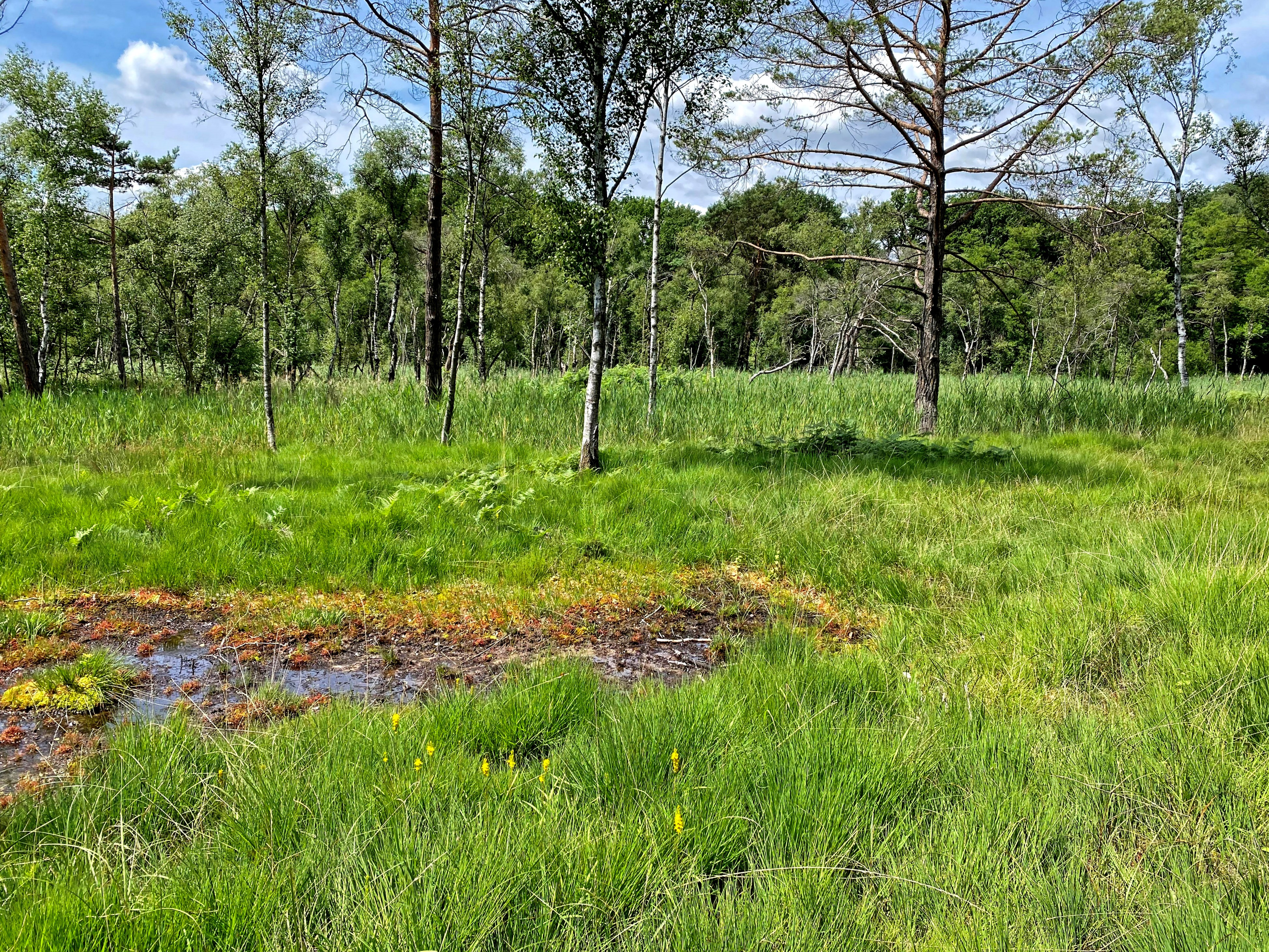
Sonnentau, Moorlilien, Heide und Binsen – lichthungrige Gewächse der offenen Feuchtheide
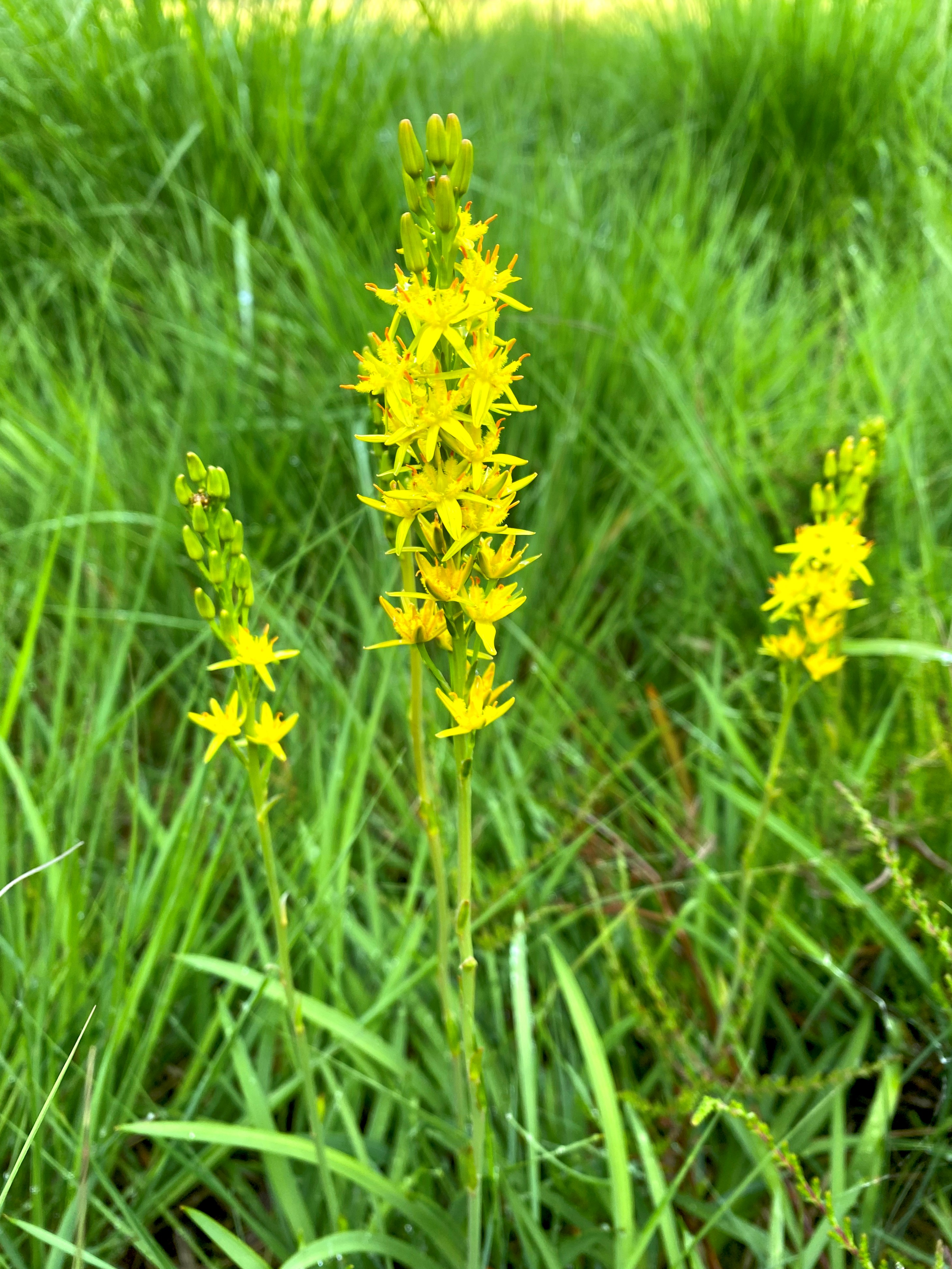
Die seltene Moorlilie findet man noch häufig in der Hildener Heide
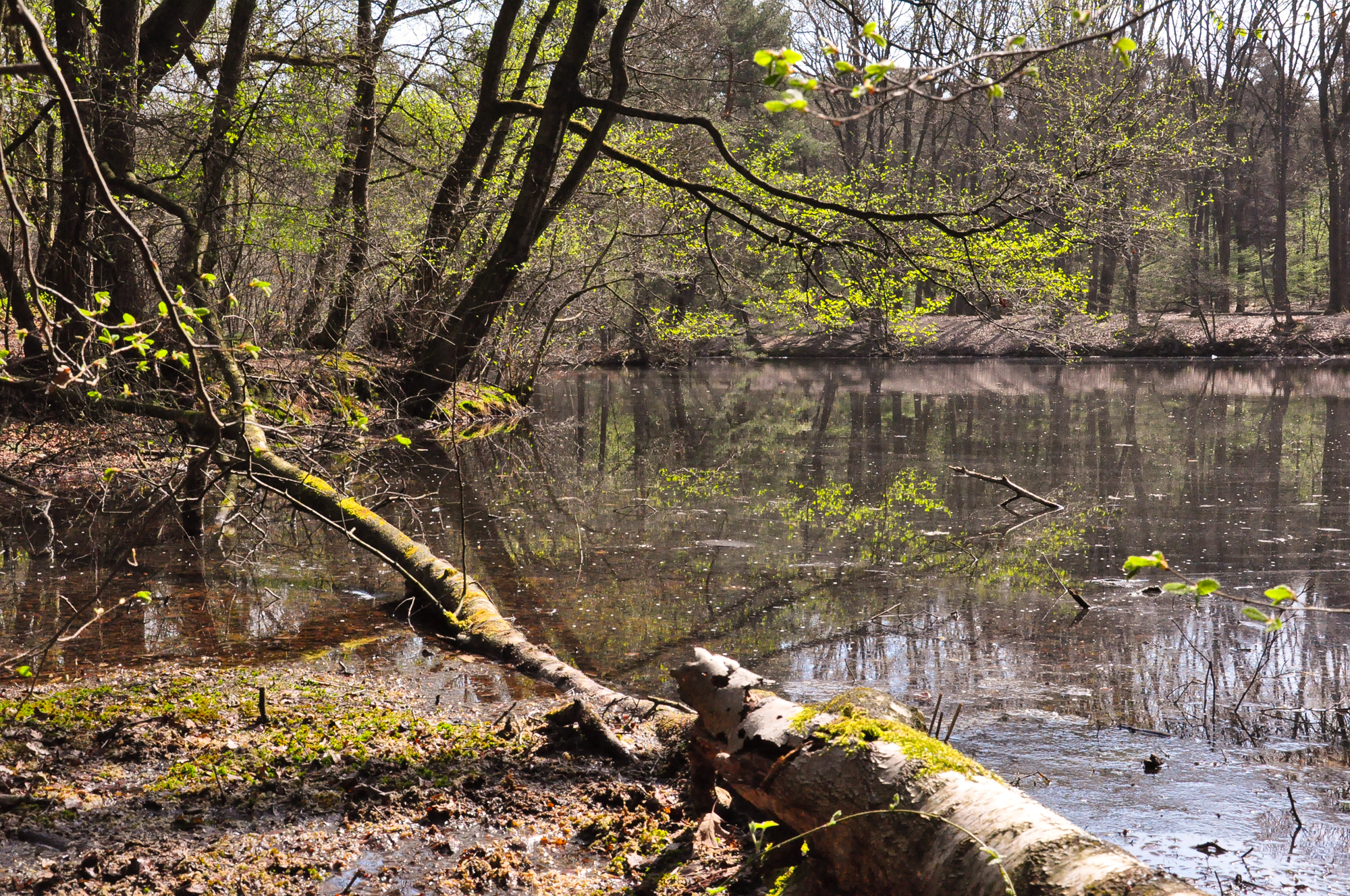
Sumpfwald des NSG Hildener Heide-Schönholz
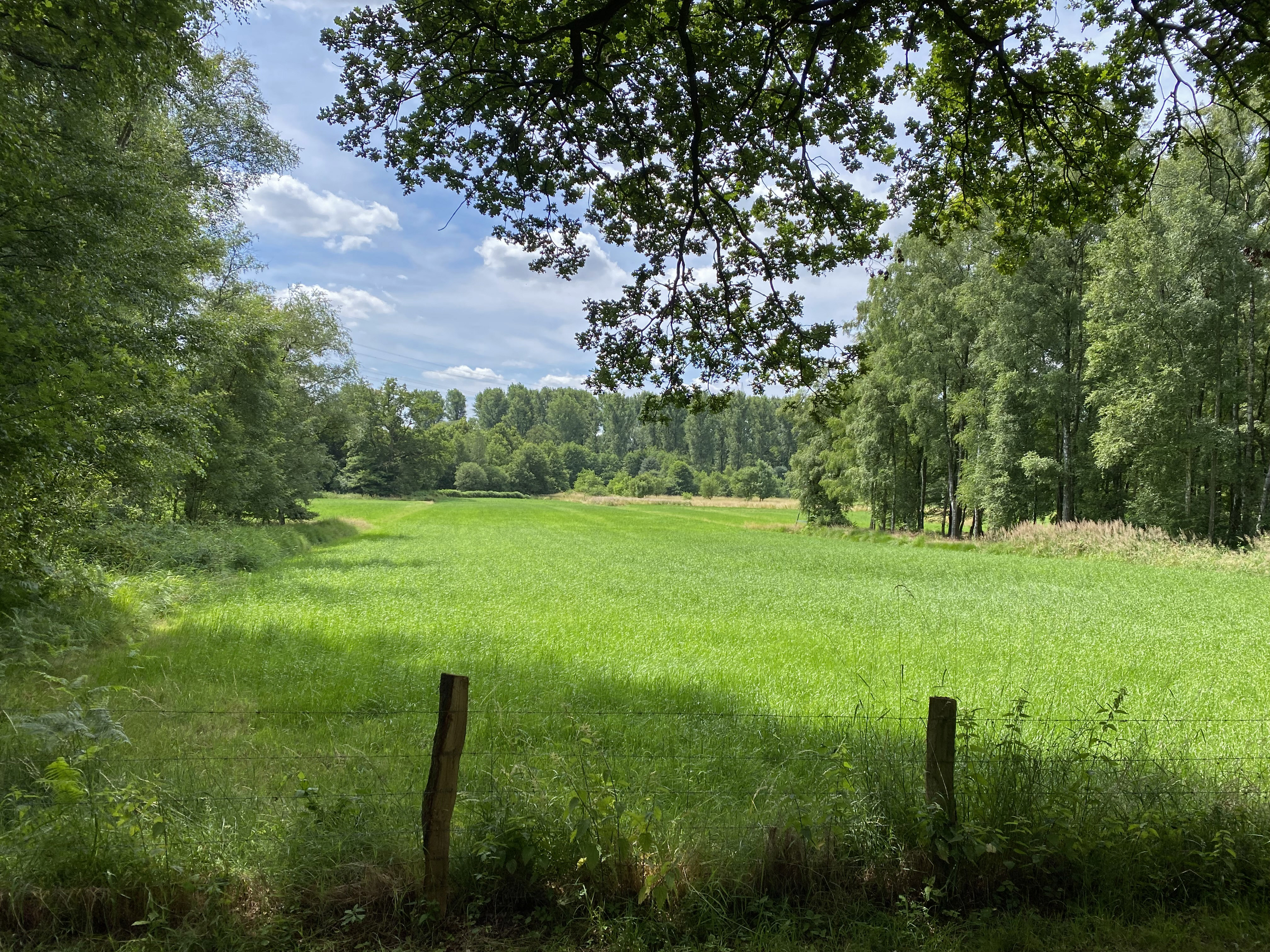
Landschaftsmosaik aus  Grünflächen und Wald
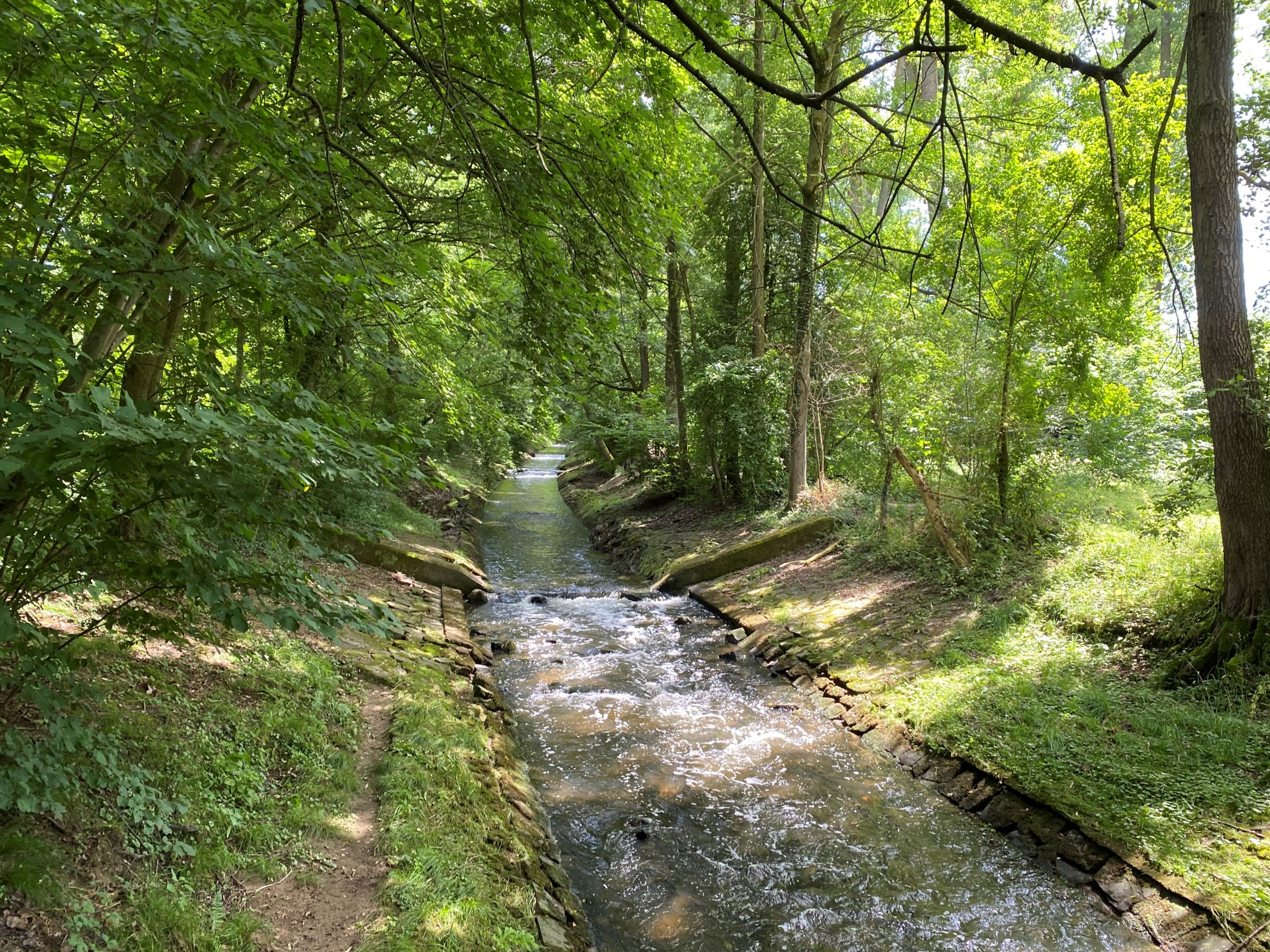
Die Itter bildet die Südgrenze des NSG